# Fairview (Oklahoma)
Fairview é uma cidade localizada no estado norte-americano de Oklahoma, no Condado de Major.

## Demografia
Segundo o censo norte-americano de 2000, a sua população era de 2733 habitantes.
Em 2006, foi estimada uma população de 2609, um decréscimo de 124 (-4.5%).

## Geografia
De acordo com o United States Census Bureau tem uma área de
18,1 km², dos quais 18,1 km² cobertos por terra e 0,0 km² cobertos por água.

## Localidades na vizinhança
O diagrama seguinte representa as localidades num raio de 28 km ao redor de Fairview.